# 大分赤十字病院
大分赤十字病院（おおいたせきじゅうじびょういん）は、大分県大分市千代町にある、日本赤十字社が運営する病院。大分県の中核的な医療機関のひとつである。

## 診療科目
- 内分泌・糖尿病内科
- 呼吸器内科
- 消化器内科
- 肝胆膵内科
- 循環器内科
- リウマチ科
- 腎臓内科
- 神経内科
- 小児科
- 外科
- 整形外科
- 脳神経外科
- 皮膚科
- 泌尿器科
- 産婦人科
- 眼科
- 耳鼻咽喉科
- リハビリテーション科
- 放射線科
- 麻酔科
- 歯科
- 歯科口腔外科
- 救急総合診療科
- 病理診断科
- 肝胆膵センター
- 腎・泌尿器センター
- 呼吸器センター

## 医療機関の指定等
- 地域がん診療連携拠点病院
- 災害拠点病院
- 二次救急指定病院
- 臨床研修指定病院
- 日本医療機能評価機構認定病院
- 大分DMAT指定医療機関

## 施設
- 敷地面積 - 9,589m2
- 延床面積 - 21,646m2

## 交通アクセス
- JR九州大分駅から、大分交通バスの新川経由路線（5号地行きなど）にて日赤病院入口停留所下車、徒歩約3分程度。